# 小西成弥
小西 成弥（こにし せいや、1994年9月6日 - ）は、日本の俳優。大阪府出身。現在フリーで活動中。

## 経歴
- 2010年、映画『大奥』でデビュー後、2011年『ミュージカル・テニスの王子様2ndシーズン』の不二裕太役を経て、2012年『ソラリネ。Book Gallery Cafe-グリムの森-』でW主演。
- 2016年、『魔劇 今日からマ王』渋谷有利役で単独では初の主演[2]、同年『空想組曲vol.13 遭遇』ではオリジナル脚本での主演を務める[3]。
- 2018年、アプリゲーム『A3!』に泉田莇（）役で声優として参加[4]。2019年の「A3! BLOOMING LIVE 2019」への出演後Twitterでトレンド入りし、一気にリプライが倍増、注目を集めたと語る[5]。
- 2020年、約10年にわたり所属していたENA ENTERTAINMENTを円満退社[6][7]。
- 2021年6月、声帯結節の手術のため3週間ほど休養した[8]。

## 人物
- 身長は171cm[1]。体重は52kg。
- 中学3年生のころに母の友人の紹介で事務所に所属することになり、その事務所の先輩が出ていたミュージカル『テニスの王子様』（テニミュ）を見て、高校1年生の春から夏にかけて毎週末 大阪から東京へ通い、オーディションを受けていた[9]。
- テニミュに合格したことを機に東京に転居。東京の高校の同級生に大野瑞生、一つ上に元木聖也、一つ下に大久保祥太郎がいたため「テニスの王子様が学校にたくさんいた」「仕事や高校で出会った人たちがいたからやっていけた」と語っている[10]。
- 虎党。2023年の阪神のリーグ優勝時や[11]、日本シリーズ優勝時に喜ぶ様子がうかがえる[12]。
- 特技はダンス[1]。アロマテラピー検定1級の資格を持っている[13]。
- 大沢樹生と親戚関係。大沢の公式ブログに小西が出演する舞台を観劇したことが綴られている[14]。
- 演出家のほさかようには「言われたことに対するレスポンスがすごい上手い」[15]「言ったことに対して必ず何らかの“答え”を出そうとするので、役者の義務というか、仕事をよく分かっているなという印象」[16]など評されている。
- 演出家の吉谷晃太朗には「純粋で内側に情熱を持つ役柄を演じさせたら一級品」「声優としても活躍している彼の声は、柔和で優しく心地良い声」「スピード感溢れる身体能力」など評されている[17]。

## 出演

### 舞台・ミュージカル
2010年
- 美童浪漫大活劇・八犬伝（7月14日 - 19日) - 里見義道、浜路 役
- 森永チョコレート「カレ・ド・ショコラ」Presents『甘男子〜あまだん〜』（12月2日 - 12日） -  草野勇平 役

2011年
- ミュージカル『テニスの王子様』 - 不二裕太 役
  - 青学VS聖ルドルフ・山吹（4月8日 - 5月15日）
  - 青学VS氷帝（7月15日 - 9月24日）
  - コンサート Dream Live 2011（11月5日 - 13日）

2012年
- FLYING PANCAKE（2月4日 - 7日） - ひろむ 役
- 『シュワッチ！』〜目指すはタイツの王子様〜（3月14日 - 22日） - 足利ショッカー：藤堂高 役
- 男子ing!!（3月28日 - 4月1日） - ゴロウ 役
- 朗読劇 Grimm de こたつ（4月11日・13日・15日）
- ソラリネ。#02『Book Gallery Cafe-グリムの森-』（4月17日 - 22日） - 主演 カケル 役
- ミュージカル『テニスの王子様』春の大運動会 2012（5月13日） - 不二裕太 役
- D'TOT 4th Act【FRAGー新撰組Bloodsucker Behindー】（5月23日 - 27日） - 蟻通勘吾 役

2013年
- ミュージカル・忍者じゃじゃ丸くん（6月30日） - 日替わりゲスト
- 男子ing!! だんぜん!!FES（7月21日）
- 眠れぬ町の王子様 BACS Award!2013 (8月5日) - 天王寺司 役
- 眠れぬ町の王子様〜Dreams like bubbles of champage〜（8月28日 - 9月1日） - 天王寺司 役
- 七味のサムライ2〜琉球編〜 （9月23日） - 日替わりゲスト
- ラズベリーボーイ（10月9日 - 14日） - 小林湊 役

2014年
- ラズベリーボーイ（再演）（2月28日 - 3月9日） - 小林湊 役
- ミュージカル『テニスの王子様』 - 不二裕太 役
  - 春の大運動会 2014（4月26日）
  - 全国大会 青学VS立海（7月12日 - 9月28日）
  - コンサート Dream Live 2014（11月15日 - 24日）

2015年
- ミュージカル・ハートの国のアリス（2月4日 - 11日） - ボリス＝エレイ 役
- 遠ざかるネバーランド（3月11日 - 15日） - トゥートルズ（迷子） 役
- 美内すずえ×ガラスの仮面劇場『女海賊ビアンカ』（9月9日 - 13日） - ジュリオ 役
- Bobjack Theater vol.20『この世の果てまで』（11月26日 - 29日） - 中山泰三 役
- 薄桜鬼SSL〜sweet school life〜THE STAGE（12月11日 - 20日） - 南雲薫 役

2016年
- ミュージカル・ハートの国のアリス〜The Best Revival〜（1月16日 - 24日） - ボリス＝エレイ 役
- 朗読劇『雲は湧き、光あふれて』（3月30日 - 4月3日）
- ヒストリーズ・ジャパン2016ver（4月12日 - 17日） - 中大兄皇子、源義経、伊藤博文 役
- ミュージカル・魔界王子 devils and realist（6月1日 - 5日） - アイザック 役
- あんさんぶるスターズ！オン・ステージ（6月18日 - 26日） - 南雲鉄虎 役
- 夏の夜の夢（7月14日 - 18日） - ヘレナ 役
- ReLIFE（9月8日 - 25日） - 犬飼暁 役
- 魔劇『今日からマ王！』〜魔王暴走編〜（11月3日 - 13日） - 主演 渋谷有利 役
- 「極上文學」シリーズ第11弾『人間椅子 / 魔術師」（11月30日 - 12月4日、12月23日 - 25日） - 佳子夫人 役
- 空想組曲vol.13 変則短篇集 組曲『遭遇』（12月7日 - 14日） - 主演 少年 役

2017年
- あんさんぶるスターズ！オン・ステージ〜Take your marks!〜（1月5日 - 29日） - 南雲鉄虎 役
- ダイヤのA The LIVE IV（4月6日 - 23日） - 成宮鳴 役
- 黒薔薇アリス （5月16日） - 日替わりゲスト
- ALL OUT!! THE STAGE（5月25日 - 6月4日） - 花館充男 役
- ハッピーハードラック（6月29日） - 日替りゲスト
- ダイヤのA The LIVE V（9月7日 - 24日） - 成宮鳴 役
- THE YASHIRO CONTE SHOW『ReLOVE』（12月7日 - 17日）

2018年
- あんさんぶるスターズ！オン・ステージ〜To the shining future〜（1月19日 - 2月5日） - 南雲鉄虎 役
- ADKアーツコレクションvol.1『冬の四重奏〜4名の演出家によるオムニバス朗読劇』（2月7日 - 11日） - 大平峻也とのWキャスト
- B-PROJECT on STAGE『OVER the WAVE! REMiX』（2月22日 - 3月3日） - 音済百太郎 役
- 信長の野望・大志-春の陣-天下布武〜金泥の首編〜（5月17日 - 27日） - 浅井長政 役
- バクステ（6月13日 - 6月17日） - 嶋（制作助手） 役
- 『野球』飛行機雲のホームラン〜HOMERUN OF CONTRAIL〜（8月25日 - 26日） - 浜岡喜千男 役
- あんステフェスティバル（9月22日 - 27日） - 南雲鉄虎 役
- 銀河英雄伝説 Die Neue These（10月25日 - 28日） - ユリアン・ミンツ 役
- 絵画回廊（11月14日 - 18日） - 主演 チェスター・カニンガム 役
- ミュージカル『クリスマスキャロル』（12月12日 - 16日） - スクルージ（青年） 役

2019年
- 逆転裁判 -逆転のGOLD MEDAL-（1月16日 - 21日）ジャック・クローマック 役
- A3! BLOOMING LIVE 2019（2月3日、17日） - 泉田莇 役
- 朗読劇『最果てリストランテ』（2月4日 - 6日）
- 100点un・チョイス！第6回本公演『ヒロイン』（4月13日 - 21日）
- 銀河英雄伝説 Die Neue These〜第二章 それぞれの星〜（5月30日 - 6月9日） - ユリアン・ミンツ 役
- SCHOOL STAGE『ここはグリーン・ウッド』（7月19日 - 28日） - 主演 蓮川一也 役
- あんさんぶるスターズ！エクストラ・ステージ〜Destruction × Road〜（8月22日 - 9月29日）- 南雲鉄虎 役
- 銀河英雄伝説 Die Neue These 〜第三章 嵐の前〜（10月24日 - 11月3日） - ユリアン・ミンツ 役
- 舞台『文豪とアルケミスト 異端者ノ円舞（ワルツ）』（12月27日 - 2020年1月13日） - 島崎藤村 役

2020年
- 方南ぐみ企画公演 朗読劇『青空』（2月1日）
- 鵺的 第十三回公演『バロック』（3月7日 - 15日） - 御厨光仁 役
- パレード（4月15日 - 20日） - 小窪サトル 役 ※公演延期
- 100点un・チョイス！特別公演『本気だけどマジではない』（10月2日 - 3日）
- ホテルアヴニール（12月9日 - 13日）

2021年
- ミュージカル『刀剣乱舞』東京心覚（）（3月7日 - 5月23日） - 水心子正秀 役
- 00点un・チョイス！ 第14回公演『#これで恋ができるなら』（7月28日 - 8月1日）
- ROOKIES（11月18日 - 30日） - 御子柴徹 役

2022年
- 中島鉄砲火薬店（1月20日 - 27日） - 中島登一郎 役
- 劇団時間制作 第24回本公演『トータルペイン』（2月23日 - 3月6日）
- A3! BLOOMING LIVE 2022（4月9日、10日） - 泉田莇 役
- ミュージカル『刀剣乱舞』真剣乱舞祭2022（5月8日 - 6月26日） - 水心子正秀 役
- ON AIR 〜この音をキミに〜（7月28日 ｰ 8月14日） - 上島明人 役
- 朗読劇『恋と嘘』（11月9日 ｰ 11月13日） - 仁坂悠介 役
- ミュージカル『刀剣乱舞』 江（） おん すていじ（12月11日 ｰ 2023年1月22日） - 水心子正秀 役

2023年
- 方南ぐみ 企画公演朗読劇『おさんぽ』（1月29日）
- unrato#9『Our Bad Magnet』（4月6日 - 4月16日） - ゴードン 役
- マーダーミステリーイベント『Mixa × Murder Mystery 〜ニッポン放送殺人事件〜』（5月21日） - 立てこもり犯 プロ 役
- 西武渋谷店　トークイベント「真夏の朗読劇」（7月29日）
- ミュージカル『刀剣乱舞』 ㊇ 乱舞野外祭（）（9月17日 - 9月24日） - 水心子正秀 役
- トータルペイン（10月19日 - 29日）
- 朗読劇『源平刀剣七夜譚』-大山祇神社- 世界遺産劇場extra（2023年11月11日・12日）
- 朗読×和楽器『天守物語』2023（11月29日 - 12月2日） - 薄 役
- ミュージカル『刀剣乱舞』 江 おん すていじ ぜっぷつあー（12月20日 - 2024年1月28日） - 水心子正秀 役 

2024年
- 劇団ココロゴス 第3回公演（1月27日）
- ミュージカル『刀剣乱舞』陸奥一蓮（）（3月10日 - 5月6日） - 水心子正秀 役
- Stage Reading『A Bright New Boise』（5月10日 - 19日） - アレックス 役
- CEDAR『ヒストリーボーイズ』（7月20日 - 28日） - ポズナー 役
- ミュージカル『刀剣乱舞』 祝玖寿 乱舞音曲祭（10月5日- 12月1日） - 水心子正秀 役

2025年
- 演劇「ライチ☆光クラブ」2025（1月10日 - 26日） - ニコ 役
- タカハ劇団 第20回公演『他者の国』（2月20日 - 23日）
- ミュージカル『刀剣乱舞』江 おん すていじ ぜっぷつあー りぶうと（5月3日 - 29日） - 水心子正秀 役
- ミュージカル『刀剣乱舞』目出度歌誉花舞 十周年祝賀祭（7月29日・30日） - 水心子正秀 役

### 映画
- 男女逆転『大奥』（2010年10月1日公開）
- こっくりさん 劇場版 新都市伝説（2014年2月8日） - 吉川 役
- Dance!DanceDance!!（2014年7月11日公開） - 瑠偉 役
- アキラNo.2（2014年9月27日公開） - 佐藤 役
- 薄桜鬼SSL〜sweet school life〜THE MOVIE（2016年2月6日公開） - 南雲薫 役[103]
- バニラボーイ トゥモロー・イズ・アナザー・デイ（2016年9月3日公開） - 城島拓人 役[104]
- 青春ディスカバリーフィルム〜止められない青春編〜「キャンプファイヤー」（2018年12月1日） - 橋本 役
- 遮那王 お江戸のキャンディー3（2019年11月22日） - 吉次 役

### テレビドラマ
- 恋チョコ『甘男子〜あまだん〜アナザーストーリー』（2011年2月14日、BS-TBS） - 草野勇平 役
- 金曜プレステージ『悪党』（2012年11月30日、フジテレビ）
- 薄桜鬼SSL〜sweet school life〜（2015年9月、TOKYO MX2 ほか） - 南雲薫 役
- 新★乾杯戦士アフターV（2015年10月 - 12月、テレビ埼玉 ほか） - 新レッド 役
- 新・ミナミの帝王（2016年1月17日、関西テレビ）
- gift（2025年10月1日〈予定〉 - 、TOKYO MX ほか） - 布施未尋 役[105]

### テレビ番組
- 中居正広の金曜日のスマたちへ 坂上忍ヒストリー（2013年5月3日、2014年3月28日、TBS） - 坂上忍（中高生時代） 役
- 俺旅。シーズン6 in シンガポール（2020年1月 - 3月、テレビ神奈川 ほか）[106]
- 日曜THEリアル！緊急捜査！トラブルSOS（2020年7月5日、フジテレビ） - 再現VTR

### CM
- 東邦ガス インターン募集（2017年）
- 名大社 転職フェア（2018年）
- ピルボックスジャパン ひとさじ美人（2019年）

### インターネット配信
- オンラインリーディング公演 vol.3『銀河鉄道の夜』 （2020年7月5日、Match-ing!）[107]

### 配信番組
- 伊崎龍次郎・小西成弥の『劇的！観劇部！』（仮）（2020年6月12日、ONSTAGE）[108]
- プチ2.5次会（六杯目）〜小西成弥・雷太〜（2021年9月、360Channel）[109]

### 配信ドラマ
- スマボMovie第10弾『regret〜放課後の罠〜』（2018年10月26日 - 30日、スマートボーイズアプリ） - シンノスケ 役
- YouTube 背神ドラマ『ネット怪談×百物語』（2021年9月、YouTube）[110]
- オリジナルボイスドラマ『灰とカセットテープ』（2024年4月、ドワンゴジェイピーオーディオブック） - フミヤ 役[111]

### ミュージックビデオ
- 野水伊織「恋愛コレクター」（2014年）

### ゲーム
- A3!（2018年） - 泉田莇 役（CV）[112]
- REALIVE!〜帝都神楽舞隊〜（2020年） - 赤音輝 役（CV）[113]
- 新すばらしきこのせかい（2021年7月27日発売） - ミカギ 役（CV）[114]

### その他
- BrilliantStar☆デコレーションズ in サンリオピューロランド（2014年4月12日） - モデル・審査員
- ボイスドラマ「恋するおやすみコール」（2017年） - 大槻怜音 役（CV）
- 中野ブロードウェイ50周年記念企画「PRIME☆STAR」（2017年） - 柏木礼司 役（CV）
- 不祥事アイドル（2020年、マンガPark内ラジオ）蕪木一世 役（CV）
- アクターズコミック
  - 壁サー同人作家の猫屋敷くんは承認欲求をこじらせている（2020年7月3日公開） - 風間一星 役（CV）
  - 幽子さんは見られたい（2020年7月10日） - 里見 役（CV）
  - ハッピーエンドアパートメント（2020年12月18日）[115]
  - マオの寄宿學校（2021年1月29日）
- HADO ACTORS CUP Vol.3（2022年10月16日）[116]
- HADO ACTORS CUP Vol.4（2023年3月3日）[117]
- ACTORS☆LEAGUE in Baseball 2023（2023年7月3日）
- ACTORS☆LEAGUE in Basketball 2024（2024年9月3日）

## 作品

### DVD
- 俺旅。〜シンガポール〜前編 後編 小澤廉×小西成弥（2020年03月25日発売、TCエンタテインメント）

## ディスコグラフィ

### キャラクターソング
| 発売日   | 商品名                                | 歌                                                             | 楽曲                         | 備考                                                 |
| 2018年   | 2018年                                | 2018年                                                         | 2018年                       | 2018年                                               |
| -------- | ------------------------------------- | -------------------------------------------------------------- | ---------------------------- | ---------------------------------------------------- |
| 6月20日  | GOLDEN ENCORE!                        | BRBRookies!                                                    | 「GOLDEN ENCORE!」           | ゲーム『A3!』第二部エンディングテーマ                |
| 11月7日  | A3! VIVID AUTUMN EP                   | 秋組                                                           | 「SECOND SHOT」              | ゲーム『A3!』関連曲                                  |
| 11月7日  | A3! VIVID AUTUMN EP                   | アベル［泉田莇（小西成弥）］、イヴァン［摂津万里（沢城千春）］ | 「RESPAWN」                  | ゲーム『A3!』関連曲                                  |
| 11月7日  | A3! VIVID AUTUMN EP                   | チャン［七尾太一（濱健人）］、ユン［泉田莇（小西成弥）］       | 「ロードトゥ饅頭マスター！」 | ゲーム『A3!』関連曲                                  |
| 11月7日  | A3! VIVID AUTUMN EP                   | 泉田莇（小西成弥）                                             | 「餓鬼扱い」                 | ゲーム『A3!』関連曲                                  |
| 2019年   |                                       |                                                                |                              |                                                      |
| 7月24日  | A3! BRIGHT AUTUMN EP                  | 秋組                                                           | 「Ever☆Blooming!」           | ゲーム『A3!』関連曲                                  |
| 9月25日  | A3! BLOOMING LIVE 2019 きゃにめ特典CD | 泉田莇（小西成弥）                                             | 「GOLDEN ENCORE!」           | ゲーム『A3!』関連曲                                  |
| 10月2日  | Virgin Sky/愛がある限りここにいる     | 帝都東神楽舞隊基地・所属舞官                                   | 「Virgin Sky」               | ゲーム『REALIVE!〜帝都神楽舞隊〜』オープニングテーマ |
| 10月2日  | Virgin Sky/愛がある限りここにいる     | 帝都東神楽舞隊基地・所属舞官                                   | 「愛がある限りここにいる」   | ゲーム『REALIVE!〜帝都神楽舞隊〜』エンディングテーマ |
| 12月18日 | A3! MIX SEASONS LP                    | 五十嵐［伏見臣（熊谷健太郎）］、耕平［泉田莇（小西成弥）］     | 「ソラチカ」                 | ゲーム『A3!』関連曲                                  |
| 2020年   |                                       |                                                                |                              |                                                      |
| 1月29日  | メロスよ/僕も頑張る                   | 七刀星                                                         | 「メロスよ」 「僕も頑張る」  | ゲーム『REALIVE!〜帝都神楽舞隊〜』関連曲             |
| 2021年   |                                       |                                                                |                              |                                                      |
| 6月23日  | A3! ETERNAL GOD EP                    | ルッツ［荒川志太（影山達也）］、サシャ［泉田莇（小西成弥）］   | 「Valet Resonance」          | ゲーム『A3!』関連曲                                  |
| 2024年   |                                       |                                                                |                              |                                                      |
| 6月12日  | 違う道へ                              | SHOES（小西成弥）                                              | 「違う道へ」                 | ボイスドラマ『灰とカセットテープ』劇中歌             |
| 6月12日  | 歌になれ                              | SHOES（小西成弥）                                              | 「歌になれ」 「青い記憶」    | 歌になれ：ボイスドラマ『灰とカセットテープ』主題歌   |

## 書籍

### 写真集
- ビジュアルブック『theater of fairytale』ピノキオの章（2018年12月10日発売、theater of fairytale）ISBN 978-4909799012[118]
- 小西成弥ファースト写真集『UPdates』（2020年3月27日発売、ワニブックス）ISBN 978-4-8470-8274-0
- 小西成弥2nd写真集『treasure』（2022年6月25日発売、トランスワールドジャパン）ISBN 978-4-8625-6349-1
- 小西成弥3rd写真集『Milestone』（2024年5月24日発売、KADOKAWA）ISBN 978-4-0489-7759-3[119]

### ユニットメンバー
1. ↑  卯木千景（羽多野渉）、兵頭九門（畠中祐）、泉田莇（小西成弥）、ガイ（日野聡）
2. 1 2  摂津万里（沢城千春）、兵頭十座（武内駿輔）、七尾太一（濱健人）、伏見臣（熊谷健太郎）、古市左京（帆世雄一）、泉田莇（小西成弥）
3. ↑  風見勇真（梶原岳人）、久能純（谷口博昭）、米倉鷹久（谷口淳志）、藤堂豪一郎（千葉瑞己）、白神透（會田海心）、赤音輝（小西成弥）、綾井雪松（遊馬晃祐）、貴船雅彦（小林竜之）、鯨屋練（大坪康亮）、サー・ユリエル・フィドルバード（沢城千春）、佐々木裕之助（古田一紀）、橘幸作（岡延明）、瀬乃崎宗（松岡一平）、東雲仁（宮崎遊）、高城貫（伊勢大貴）、椿坂龍馬（高橋健介）、双葉日向（汐谷文康）、双葉向夜（尾股未知也）、氷室零（伊藤昌弘）、津田新造（福西勝也）、皆川風汰（古畑恵介）、皆川修司（新井雄也）
4. ↑  風見勇真（梶原岳人）、久能純（谷口博昭）、米倉鷹久（谷口淳志）、藤堂豪一郎（千葉瑞己）、白神透（會田海心）、赤音輝（小西成弥）、綾井雪松（遊馬晃祐）